# Mia Mountain
Mia Maria Cecilia Angelica Mountain, född Björne 4 augusti 1979 i Floda församling, är en svensk skådespelare.
Mountain studerade vid Teaterhögskolan i Stockholm 2004–2008 och hon har bland annat medverkat i Frank Wedekinds pjäs Lulu på Dramaten samt i Allsång av Mats Rosén på Elverket. För rollen i Allsång lärde hon sig att spela Dannys Dream av Lars Gullin på trumpet.
Hon hade den bärande titelrollen i Levan Akins film Katinkas kalas från 2011. Mountain fick genomgående goda recensioner för sin rolltolkning. Hon nominerades till Rising Star och Bästa skådespelerska vid Stockholms Filmfestival 2011 för sin insats som Katinka.
Mia Mountain har medverkat i flera teaterproduktioner och projekt av Punchdrunk, bland annat Sleep No More i New York och The Drowned Man i London, liksom andra interaktiva projekt som använt sig av bland annat förstärkt verklighet och annan teknik för nyskapande teater.
Mountain medverkade som Nahara i tv-serien Emerald City av NBC. 2021 medverkade hon i Beck – Ett nytt liv som Lollo Riska.
Mia Mountain är dotter till filmfotografen Lasse Björne, syster till skådespelaren Anders Björne och barnbarn till skådespelarparet Hugo och Gerda Björne. Hon är bosatt i New York och Stockholm.
Förutom skådespeleriet är Mia Mountain reikiterapeut. Hon är även manusförfattare utbildad vid Alma Education "Manusförfattare".